# Антон Макарски
Антон Макарски (на руски: Анто́н Александрович Мака́рский) е руски актьор и певец. Негов дядо е народният артист на Русия Михаил Яковлевич Каплан, а негова баба заслужилата актриса на Русия Лидия Шагова-Дросман. Негова съпруга е певицата Виктория Макарска, с която имат две деца.
Започва кариерата си на 8-годишна възраст. Снима се в множество телевизионни и кино филми и има успешна музикална и актьорска кариера.